# Liste der Universitäten in Sierra Leone
Die Liste der Universitäten in Sierra Leone umfasst aktive Universitäten im afrikanischen Staat Sierra Leone. Dem Ministerium für technische und höhere Bildung nach, gibt es sechs Universitäten.

## Universitäten
1. University of Sierra Leone
- Fourah Bay College
- College of Medicine and Allied Health Sciences
- Institute of Public Administration and Management
- School of Postgraduate Studies

2. Njala University

3. Ernest Bai Koroma University of Science and Technology
- Magburaka University College
- Makeni University College
- Port Loko University College

4. Eastern Polytechnic

5. Milton Margai College of Education and Technology

6. Freetown Teachers College

## SonstigeHochschulen
- Freetown Polytechnic[2]
- Freetown Business School[3]
- Kono University of Science and Technology
- Sierra Leone Law School[4]
- The Evangelical College of Theology Sierra Leone[5]
- University of Makeni